# Aeroportul Municipal Amery
Aeroportul Municipal Amery (IATA: AHH, ICAO: KAHH, FAA LID: AHH) este un aeroport din Amery⁠(d), Comitatul Polk, Wisconsin, Wisconsin, Statele Unite ale Americii ce deservește zona Amery⁠(d). A fost numit după zona deservită.
Situat la o altitudine de 332 m, aeroportul dispune de 1 pistă.

## Infrastructură

### Piste
Aeroportul dispune de o singură pistă. Pista 18/36 are suprafața de asfalt și dimensiunile 4.000 picioare × 75 picioare. 